# Сапе (микрорегион)

Сапе на карте.

Сапе (порт. Microrregião de Sapé) — микрорегион в Бразилии, входит в штат Параиба. Составная часть мезорегиона Зона-да-Мата-Параибана. Население составляет 132 745	человек (на 2010 год). Площадь — 	1134,378	 км². Плотность населения — 	117,02	 чел./км².

## Демография
Согласно сведениям, собранным в ходе переписи 2010 г. Национальным институтом географии и статистики (IBGE), население микрорегиона составляет:						
| Полное население                             | Полное население                             | Полное население                             | Полное население                             | 132 745 |
| -------------------------------------------- | -------------------------------------------- | -------------------------------------------- | -------------------------------------------- | ------- |
| в том числе:                                 | Городское население                          | 87 815                                       | Процент городского населения, %              | 66,15   |
|                                              | Сельское население                           | 44 930                                       | Процент сельского населения, %               | 33,85   |
|                                              | Мужское население                            | 65 606                                       | Процент мужского населения, %                | 49,42   |
|                                              | Женское население                            | 67 139                                       | Процент женского населения, %                | 50,58   |
| Плотность населения, чел/км²                 | Плотность населения, чел/км²                 | Плотность населения, чел/км²                 | Плотность населения, чел/км²                 | 117,02  |
| Население микрорегиона в % к населению штата | Население микрорегиона в % к населению штата | Население микрорегиона в % к населению штата | Население микрорегиона в % к населению штата | 3,52    |

## Статистика
- Валовой внутренний продукт на 2003 год составляет 330 855 545,00 реалов (данные: Бразильский институт географии и статистики).
- Валовой внутренний продукт на душу населения на 2003 год составляет 2650,81 реалов (данные: Бразильский институт географии и статистики).
- Индекс развития человеческого потенциала на 2000 год составляет 0,552 (данные: Программа развития ООН).

## Состав микрорегиона
В составе микрорегиона включены следующие муниципалитеты:
1. Крус-ду-Эспириту-Санту
2. Журипиранга
3. Мари
4. Пилар
5. Риашан-ду-Посу
6. Сапе
7. Собраду
8. Сан-Жозе-дус-Рамус
9. Сан-Мигел-ди-Тайпу